# 5877 Toshimaihara
5877 Toshimaihara eller 1990 FP är en asteroid i huvudbältet som upptäcktes 23 mars 1990 av den amerikanske astronomen Eleanor F. Helin vid Palomar-observatoriet. Den är uppkallad efter den japanske astronomen Toshinori Maihara.
Asteroiden har en diameter på ungefär 6 kilometer.